# Jake Silbermann

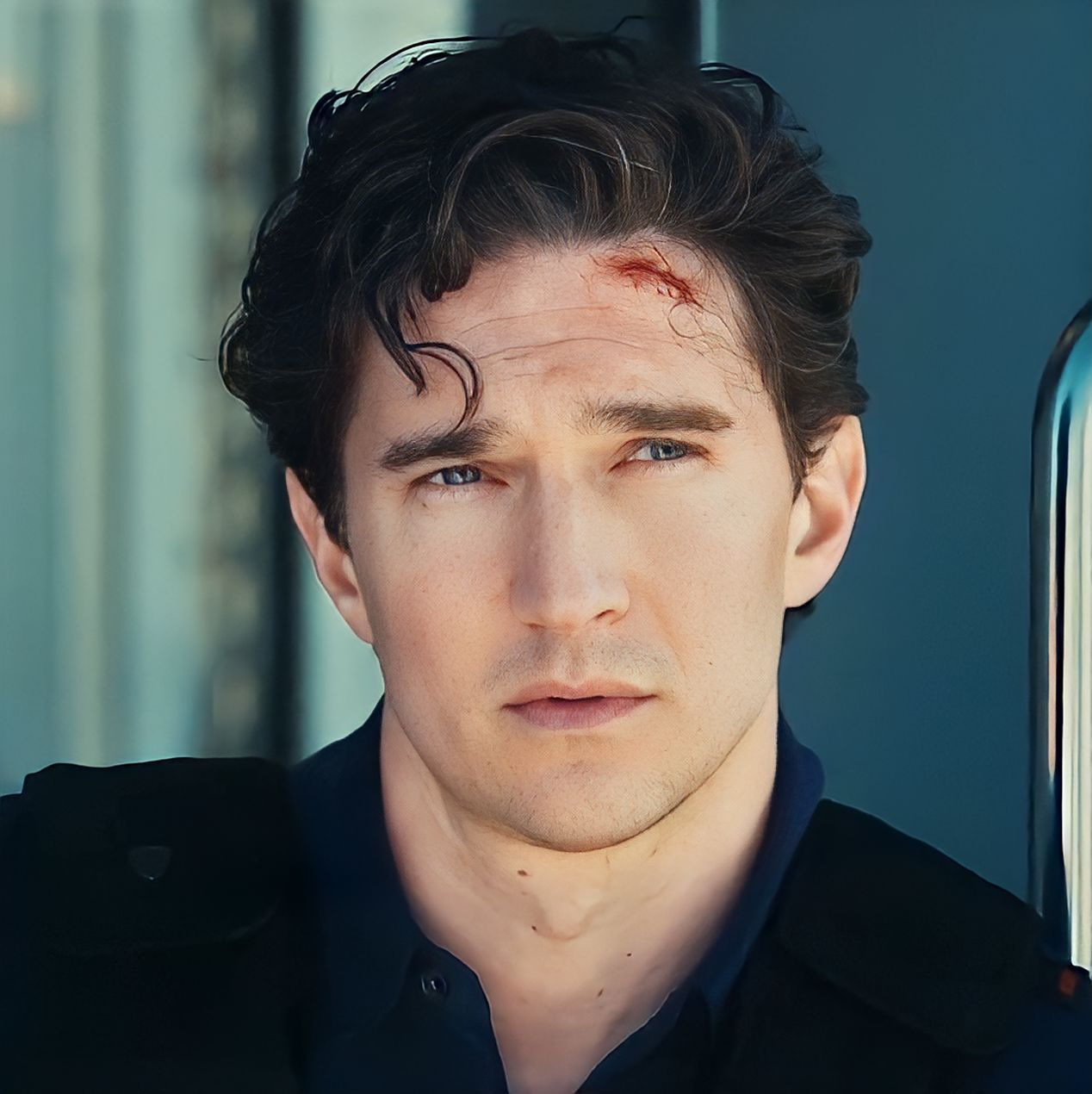
Jake Silbermann in der Fernsehserie The Blacklist. Staffel 10 Episode 22 (2024)

Jake Silbermann (* 1. Juni 1983 in New York City) ist ein US-amerikanischer Schauspieler und Model.

## Leben
Silbermann wurde 1983 in New York City geboren. Nach seiner Schulzeit studierte Silbermann Theaterwissenschaften an der Syracuse University und erreichte den Bachelor of Arts. Er nahm an vielen Theaterproduktionen teil, unter anderem Three Sisters und True West. Eine Hauptrolle spielte Silbermann in den 2006 gedrehten Film Brunch of the Living Dead.
Im März 2007 erhielt Silbermann als Schauspieler eine Fernsehrolle in der Fernsehserie Jung und Leidenschaftlich – Wie das Leben so spielt (As the World Turns). In der Fernsehserie spielt Silbermann die Rolle des homosexuellen Noah Mayer, der sich in Luke Snyder (gespielt von Van Hansis) verliebt.
Silbermann ist auch als Model tätig und steht unter Vertrag bei der Modelagentur DNA Model Management in New York City.